# Tony Gaze
Tony Gaze (n. 3 februarie 1920, Melbourne, Australia – d. 29 iulie 2013, Geelong, Victoria, Australia) a fost un pilot de Formula 1. De-a lungul carierei a luat startul în 3 curse, niciuna din pole-position. Nu a câștigat nicio cursă și nu a terminat niciodată pe podium, acumulând 0 puncte în întreaga activitate ca pilot de Formula 1.